# جان الیس (فیزیکدان)
جاناتان ریچارد الیس (انگلیسی: Jonathan Richard Ellis؛ زاده ۱ ژوئیهٔ ۱۹۴۶) یک فیزیک‌دان اهل انگلستان است.